# Afzād
Afzād (persiska: Afzāţ, افزاط, Āhzād, Afzār, Abzāt, افزاد, افزار) är en ort i Iran.   Den ligger i provinsen Kerman, i den centrala delen av landet, 700 km sydost om huvudstaden Teheran. Afzād ligger 2 098 meter över havet och antalet invånare är 217.
Terrängen runt Afzād är varierad, och sluttar söderut.Runt Afzād är det glesbefolkat, med 15 invånare per kvadratkilometer. Närmaste större samhälle är Kūhbanān, 4,9 km sydost om Afzād. Trakten runt Afzād är ofruktbar med lite eller ingen växtlighet.